# Xujiahui

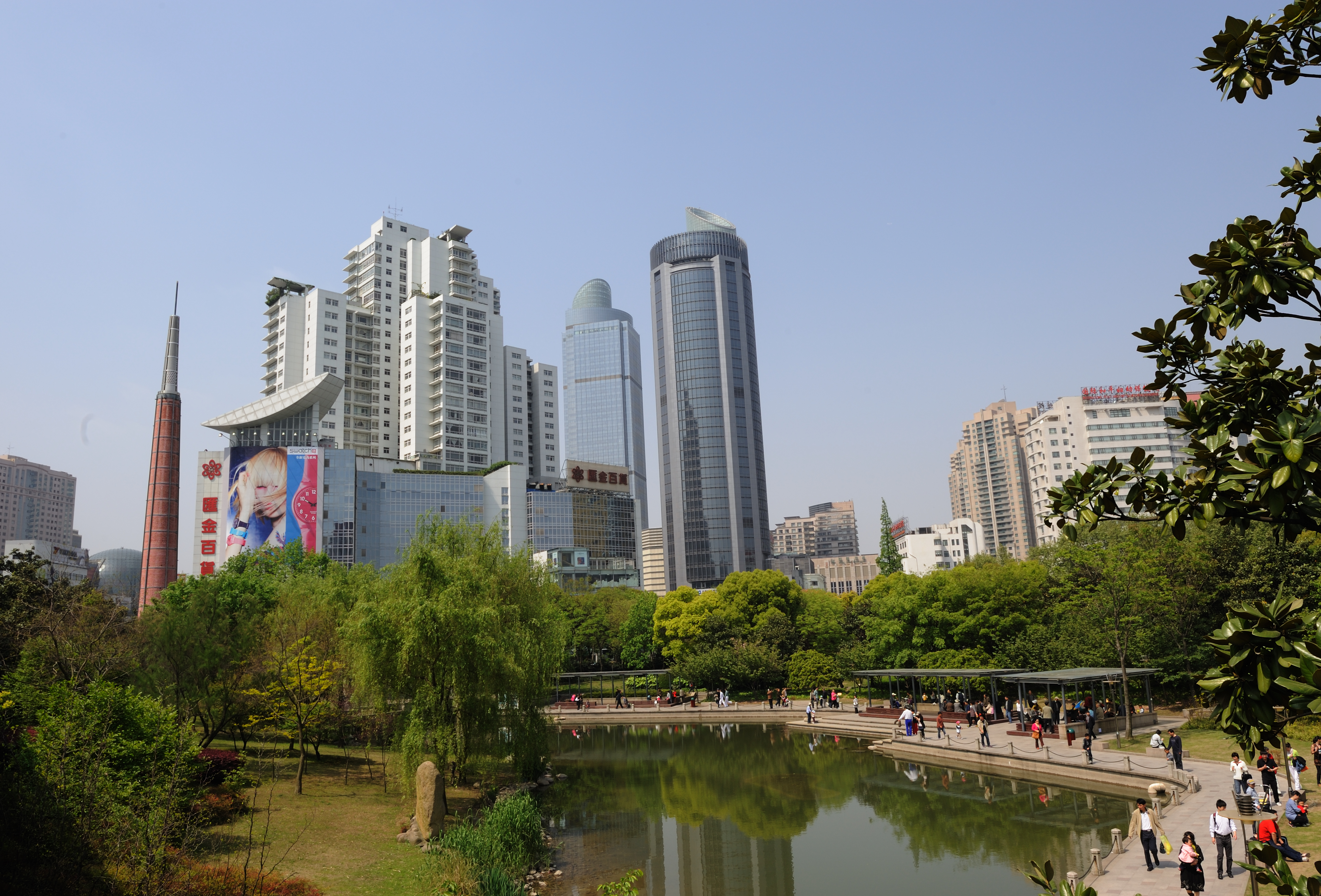
Il parco di Xujiahui costruito nella sede dismessa di una fabbrica di mattoni

Xujiahui, anche scritto come Zikawei o Ziccawei in Shanghainese, è una località in Shanghai, Cina. Si tratta di un'area storica dedicata alla cultura e al commercio situata nel distretto di Xuhui, da cui prende il nome. L'area è sede di numerosi centri commerciali e istituti educativi, nonché importante snodo della metropolitana di Shanghai nell'omonima fermata.

## Nome

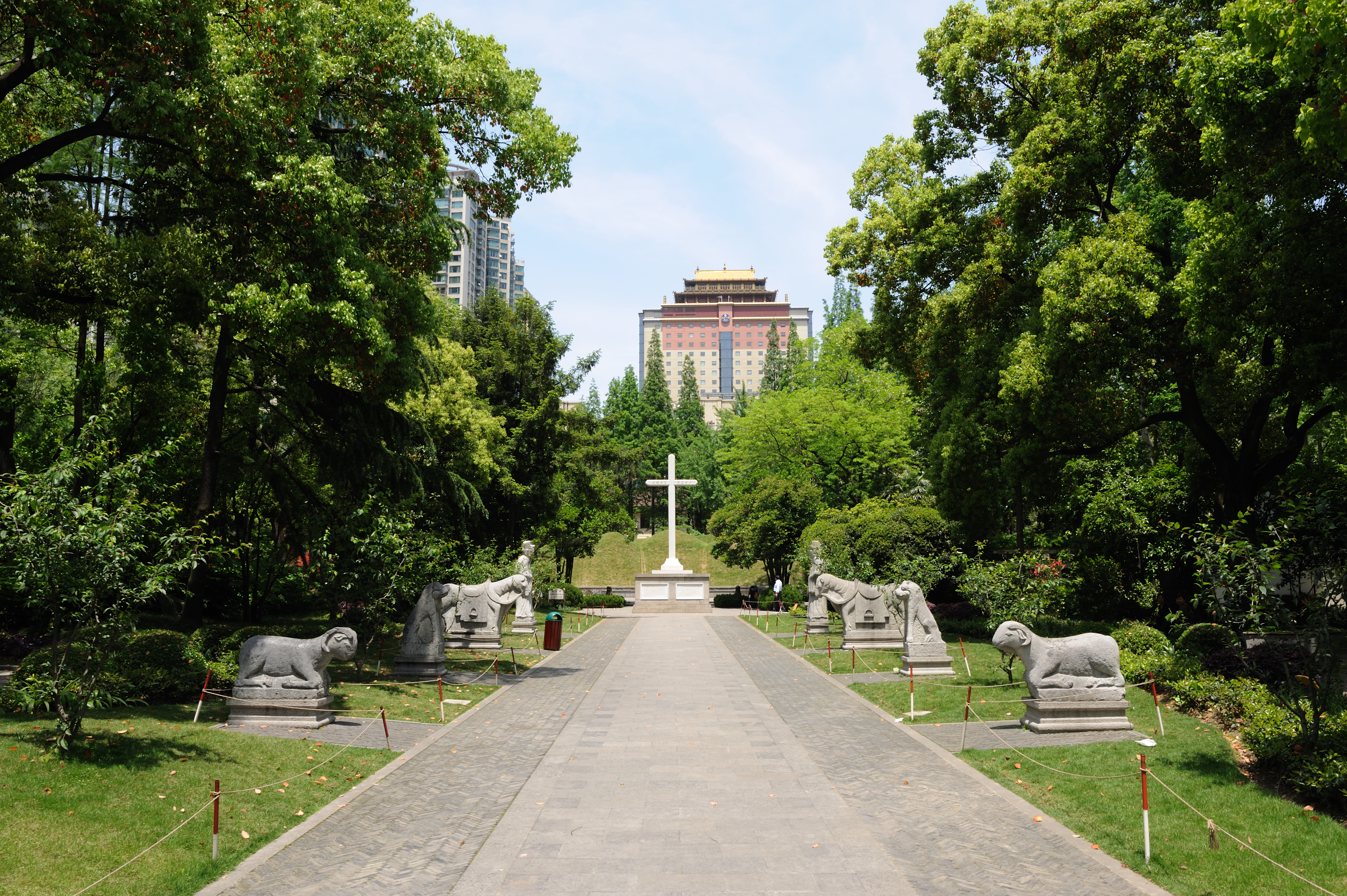
Tomba di Xu Guangqi in Xujiahui, Shanghai

Xujiahui letteralmente significa "incrocio di Xu", o più precisamente "proprietà della famiglia Xu all'incrocio di due fiumi". La famiglia Xu indica la famiglia di Xu Guangqi (1562-1633), il più celebre cinese convertito al cattolicesimo. Battezzato dal celebre gesuita italiano Matteo Ricci, Xu Guangqi e i suoi discendenti donarono grandi appezzamenti di terreno alla chiesa cattolica, incluso il sito della cattedrale di Sant'Ignazio da Loyola. A Xujiahui sorge la Bibliotheca Zi-Ka-Wei fondata dai missionari gesuiti Angelo Zottoli e Henri Havret.

## Educazione
Il campus storico della Università Jiao Tong si trova presso Xujiahui. A causa di mancanza di spazio molti dei dipartimenti e delle attività sono stati trasferiti presso un nuovo campus nel distretto di Minhang a sud della città. Il campus di Xujiahui è celebre per la presenza di numerosi edifici storici risalenti all'inizio del XX secolo, incluso il portale principale costruito in stile imperiale.
La Xuhui High School, fondata nel 1850 con il nome di Collège Saint Ignace, ha ancora sede in Xujiahui.

## Trasporti
La stazione di Xujiahui della Metropolitana di Shanghai serve le linee 1, 9 e 11.(ZH)